# 前鋸肌
前鋸肌（英語：Serratus anterior muscle），是將肩胛骨內側向前拉的胸部肌肉。
每組兩塊的前鋸肌從胸前部的肋骨開始，圍繞體側延伸到肩胛骨。前鋸肌可將肩胛骨內側向前拉而外翻，「鋸肌」一詞描述此肌成鋸齒形的，也就是參差不齊的。

## 结构

### 神经支配
前锯肌受颈丛（C5-C7）胸长神经的支配。如果胸长神经受损，则会表现为翼状肩，即肩胛骨脊柱缘因失去牵拉而翘起，形成似翅膀的样的畸形。

### 血液供应
前锯肌的血液供应来自胸上动脉、胸外侧动脉和胸背动脉。

## 变异
前锯肌可能与肩胛提肌、邻近的肋间外肌或外斜肌部分融合。